# Апостольский нунций в Никарагуа
Апостольский нунций в Республике Никарагуа — дипломатический представитель Святого Престола в Никарагуа. Данный дипломатический пост занимает церковно-дипломатический представитель Ватикана в ранге посла. Как правило, в Никарагуа апостольский нунций является дуайеном дипломатического корпуса, так как Никарагуа — католическая страна. Апостольская нунциатура в Никарагуа была учреждена на постоянной основе в начале XX века. Её резиденция находится в Манагуа.
В настоящее время Апостольским нунцием в Никарагуа является архиепископ, назначенный Папой Львом XIV.

## История
Апостольская делегатура Коста-Рики, Никарагуа и Гондураса была учреждена в начале XX века, в 1917 году апостольская делегатура была повышена до Апостольской интернунциатуры, а стала Апостольской нунциатурой в 1933 году. В 1938 году возникла Апостольская нунциатура независимой Никарагуа.

## Апостольские нунции в Никарагуа

### Апостольские делегаты
- Серафино Ваннутелли — (23 июля 1869 — 10 сентября 1875 — назначен апостольским нунцием в Бельгии);
- Марио Моченни — (14 августа 1877 — 28 марта 1882 — назначен апостольским интернунцием в Бразилии);
- Джованни Кальеро — (26 октября 1908 — 6 декабря 1915) — возведён в кардиналы-священники с титулом церкви Сан-Бернардо-алле-Терме;
- Джованни Баттиста Маренко, S.D.B. — (7 января 1917 — 22 октября 1921);
- Анджело Ротта — (12 октября 1922 — 9 мая 1925 — назначен апостольским делегатом в Константинополь).

### Апостольские нунции
- Карло Кьярло — (28 января 1932 — 1940 — назначен официалом Государственного секретариата Святого Престола).
- Луиджи Чентоц — (3 декабря 1941 — 4 октября 1948);
- Либерато Тости — (4 октября 1948 — 1949);
- Антонио Таффи — (9 января 1950 — 1958);
- Санте Порталупи — (29 января 1959 — 27 сентября 1967 — назначен апостольским делегатом в Ливии);
- Лоренцо Антонетти — (24 февраля 1968 — 29 июня 1973 — назначен апостольским про-нунцием в Демократической Республике Конго);
- Габриэль Монтальво Игера — (14 июня 1974 — 18 марта 1980 — назначен апостольским про-нунцием в Алжире);
- Андреа Кордеро Ланца ди Монтедземоло — (25 октября 1980 — 1 апреля 1986 — назначен апостольским нунцием в Уругвае);
- Паоло Джильо — (4 апреля 1986 — 25 марта 1995 — назначен апостольским нунцием в Египте);
- Луиджи Травальино — (2 мая 1995 — 30 октября 2001 — назначен официалом Государственного секретариата Святого Престола);
- Жан-Поль-Эме Гобель — (31 октября 2001 — 10 октября 2007 — назначен апостольским нунцием в Иране);
- Хенрик Юзеф Новацкий — (28 ноября 2007 — 28 июня 2012 — назначен апостольским нунцием в Швеции);
- Фортунатус Нвачукву — (12 ноября 2012 — 4 ноября 2017 — назначен апостольским нунцием в Тринидаде и Тобаго);
- Вальдемар Станислав Зоммертаг — (15 февраля 2018 — 8 сентября 2022 — назначен апостольским нунцием в Гвинее-Бисау, Кабо-Верде, Мавритании и Сенегале).